# イタダキマン
『タイムボカンシリーズ イタダキマン』（英語表記：Itadakiman）は、1983年4月9日から9月24日までフジテレビ系列で、毎週土曜19:30 - 20:00（JST）に全19回 が放映された、タツノコプロ・フジテレビ制作のテレビアニメ。『タイムボカンシリーズ』としては最後のモノラル放送作品でもある。

## 概要
『タイムボカンシリーズ』第7作目。「フジテレビ制作作品」かつ「昭和のタイムボカンシリーズ」として、そしてメインスポンサーとしてタカトクトイスが参加した最後の作品でもある。企画段階では『チン遊記オシャカマン』との番組タイトルだったが、「おしゃかになる」が「だめになる」という意味になり縁起が悪いために改題された。『イタダキマン』のタイトルの由来は「視聴率を戴く」という意気込みを込めたものである。
本作品では『西遊記』を各種設定のモチーフとし、同時にマンネリ打破を目指した前々作『ヤットデタマン』および前作『逆転イッパツマン』から一転、原点回帰へ向けた様々な取り組みがなされている。作風は前作のシリアス路線とは対照的に、シリーズ本来のコメディテイストを前面に押し出した、低年齢層向けの解りやすいものへと変更。また登場するメカも『ヤットデタマン』から続いていた直立ロボット路線から、昆虫や動物など低年齢層向けの親しみのある生き物をモチーフとしたものとなっている。さらにシリーズ作品の多くで導入されていた「モノ探し」の要素も本作品にて復活している。その上で、「主人公が素性を隠して平素は三悪人と行動している」「イタダキマンの毎回の敵は妖怪であり、三悪人は妖怪の戦闘をサポートするセコンド的立場となった」「これまでメカに乗り込んで戦ってきたヒーロー自身が巨大化変身して戦う」など、新たなアイデアも導入している。一方で、シリーズ2作目である『ヤッターマン』を除き、シリーズで長らく踏襲されてきた「タイムトラベル」要素は本作品では盛り込まれていない。
前作まで土曜18時台後半に放送されていた『タイムボカンシリーズ』であるが、本作品では1時間繰り下げる形で19時台後半へと移動した。当時フジテレビの同時間帯は、1980年3月に『欽ちゃんのドンとやってみよう!』が終了して以降、裏番組に高視聴率を誇った『クイズダービー』や『あばれはっちゃくシリーズ』があったことなどから後番組が軒並み半年以内で打ち切られていたこともあり、放送枠のてこ入れとして『タイムボカンシリーズ』を移動させたものの、本作品も視聴率は9%台と低迷し、やはり半年という短命に終わった。チーフディレクターの笹川ひろしは、内容的には面白いものになったと自負する一方、低視聴率になった原因について「時間帯の変更により定着していた視聴習慣が新しい時間帯にはなかったのではないか」と分析している。
本作品の終了に伴い、『タイムボカンシリーズ』のテレビシリーズも、制作・放送局をテレビ東京に移した『タイムボカン2000 怪盗きらめきマン』（2000年）まで、長らくの休止期間に入ることとなる。また、シリーズのメインスポンサーだったタカトクトイスは本作品に加え、同時期にメインスポンサーだった『超時空世紀オーガス』『銀河疾風サスライガー』といったアニメの不振も重なり、翌1984年5月に倒産の憂き目に遭った。

## ストーリー
オシャカ様はオシャカ学園のオチャカ校長を通して、三蔵法師一行の子孫の3人である三蔵法子、サーゴ・浄、猪尾ハツ男にオシャカパズル集めをするよう命じる。オシャカパズルにはお釈迦様が残した大切な宝のありかが秘められている。
3人は旅に出てパズル集めを開始するが、オシャカ学園を目指す万年浪人のヤンヤン、ダサイネン、トンメンタンの三人は、パズルを集めれば宝が手に入る上にオシャカ学園入学の口実になると考え、法子たちの邪魔とパズルの横取りを始める。
しかし、法子たちがどこかで襲われるとイタダキマンがやってきて悪玉トリオをやっつける。

## 用語
オシャカパズル
本作品におけるキーアイテム。その昔、お釈迦様は人々に伝える大切な宝を持って地球へやってきたが、妖怪が大量に跋扈していることに危惧し、宝を石版に変え無数に砕いて地球に蒔いた。これがオシャカパズルである。だがその破片は1つ1つにお釈迦様の力が込められており、逆に多くの妖怪がそれを手にしてパワーアップしてしまっていた。全てのパズルが揃ったときに何かが起きると言われている。
オチャカ校長の台詞によれば、枚数は「52枚かも26枚かもしれない」とのことだったが、最終回ではパズルがいつの間にか膨張して、残りはあと1枚になっていた。

## 登場キャラクター

### イタダキマン
孫田 空作（）
声 - 田中真弓
本作品の主人公。生き別れの母を捜す10歳の少年。戦闘中は減らず口をのべつまくなしに叩く。「たてまえトリオ」の持つ小猿ロボット「オモンキ」の出す音に反応してイタダキマンに変身する。さらにイタダキマン二段変身でプロテクターを顔以外の全身に身をまとい自身が巨大化して戦う。戦闘は如意棒を使った白兵戦で戦い、それまでのシリーズのようにメカ戦はほとんど行わない。毎回の戦闘ハイライトは、腰に付けたひょうたんから出す「ひょっこりひょうたん玉」。この玉を掌に乗せイタダキマンの息を吹きかけると細かく分裂し、それがゾロメカとなって相手妖怪に襲いかかる。また、普段は「たてまえトリオ」ではなく二束三文トリオと行動を共にしている。その理由はオチャカ校長の命令で二束三文トリオを監視するためであり、天罰を喰らう彼らを一人嘲る場面もある。また内心彼らと行動を共にするのを嫌がっており、本当は法子と行動したいらしい。

### オシャカ学園
成績優秀な者しか入学できない高等部を持つ超名門学園。校長はお釈迦様そっくりなオチャカ校長。

オチャカ校長（）
声 - 及川ヒロオ
オシャカ学園校長。頭がでかく、大仏のデフォルメのような顔をしている。たてまえトリオにオシャカパズルの捜索を命じる。お釈迦様の霊が憑依するとオシャカン鳥を召喚して、オシャカパズルの在処の指示を下す。ただし、いつもはセクハラ爆発なスケベ上司であり、カンノ先生に触りまくったり卑猥な言動を繰り返す。お釈迦様が降霊している際には頭が金色に輝く。

カンノ先生（）
声 - 梨羽雪子（現・梨羽侑里）
お色気たっぷりの女教師で、事実上の教頭的立場。校長がたてまえトリオに指示を出す際に同席する。しかし、いつもはオチャカ校長のセクハラ被害に遭っている。オチャカ校長がパズルの指示を出す際にはカンノ先生がステレオで決まった音楽を流すことになっているが、中盤から最初に間違った曲を流して一同がボケをかます演出が恒例となっている。

オシャカン鳥（）
声 - 富山敬
全世界を飛び回り、この世のすべての秘密を知っているという、オシャカ様のおつかい鳥。オチャカ校長に召喚され、オシャカパズルのありかを「たてまえトリオ」に伝える。中盤から登場しなくなる。

オモンキ
声 - 勝生真沙子
オチャカ校長のマスコットロボット。シンバルを持った小猿の姿をしている。いつもは校長室でお茶などを入れているが、空間移動機能を持っており、「たてまえトリオ」がパズル探索を行う際には現場まで一行をテレポートで送り届ける。また、手に持ったシンバルの音響はイタダキマンを呼び寄せる力を持っている。

### たてまえトリオ
オチャカ校長より「オシャカパズル」収集を命ぜられた優等生たち。三人揃って「たてまえトリオ」。その名のとおり建前上は善の主人公格であるというだけで、ほとんど活躍せず戦闘も専らイタダキマン任せである。事態が収拾したらパズルだけ拾って帰るパターンが多い。校長のマスコットロボットである小猿「オモンキ」の空間移動機能を使って、パズルのあると思われる現地へ移動する。

三蔵 法子（）
声 - 及川ひとみ
本作品のヒロイン。三蔵法師の直系の子孫。17歳。オシャカ学園の優等生。一見清楚で美しい女の子だが、その内面は性悪で高飛車、怒ると乱暴な振る舞いをしてしまう。見かけに反して腕っぷしも大変強く、暴漢相手にも負けない。パズル探索においては白い軽装になり、校長から与えられたロボット馬に騎乗する。

サーゴ・浄（）
声 - 島田敏
沙悟浄の子孫。背が高くハンサムな男子学生だが、口が先行して行動はあまり伴わない。坊ちゃん育ちで美人には弱い。パズル探索の際には緑色の軽装になる。

猪尾 八ツ男（）
声 - 西村智博（現・西村朋紘）
猪八戒の子孫。明るくて真面目で力持ちだが呑気である。存在感があまり濃いとは言えない人物だが冷静沈着で直感力に優れ、法子と浄が見かけに反してあまり頼りにならない「たてまえトリオ」のかすがい的な存在。パズル探索の際にはピンクの軽装となる。

### 二束三文トリオ
オシャカ学園高等部入学を目指して8年目の浪人生。学生証を偽造して学校に入り込んだところオシャカパズルの件を盗み聞きし、たてまえトリオより先回りしてパズルを奪おうとする。毎回行く先々に出現する妖怪によって危ない目に遭うのだが、たてまえトリオを倒すために逆に妖怪を懐柔してトリオを襲わせ、デンデンメカを使って戦いをサポートするというのが常套手段。また、本作品でも敗戦後のお約束として天罰のくだりが毎回盛り込まれており、基本的に3人が落胆しているところでお仕置きらしきいろいろな罰を受けることが多い。
ヤンヤン
声 - 小原乃梨子
家伝で「三蔵法師」の子孫と教えられてきた女性。25歳。浪人8年目だが、それでもオシャカ学園に入学したいなど上昇志向は強い。気が強く欲張りだが空作を弟のようにかわいがっているという母性愛が強い一面もあり、彼がスパイで内心自分達を快く思ってないと知った時、怒りを顕にしたがラストは彼の旅の無事を祈っていた。家に代々伝わる竜の呼笛（たつのこぶえ）を持ち、この笛で龍神の娘である竜子を呼び出せる。この笛のデザインはタツノコプロのCIがモチーフとなっている。

ダサイネン
声 - 八奈見乗児
家伝で「沙悟浄」の子孫と教えられてきた男性。26歳。オシャカ学園を目指して浪人中。ヤンヤン、トンメンタンと同居している。『逆転イッパツマン』のコスイネンの容姿をほぼ受け継いでおり、家伝の「沙悟浄の皿」を持っている。当初は自身ではメカを製作せず、出現する妖怪の意思を乗っ取ってイタダキマンと戦闘していたが、後半は視聴者の投書から自らメカを設計し、竜子へ製作を発注するようになった。また、彼がボタンを押す際には「ダサっとな」または「ダサっと!」と言う。視聴者への呼びかけは「全国の予備校生の諸君！」。
オープニングの最後のセリフは、「（「いただき」に対して）あげないよ!」。
2008年版『ヤッターマン』の第26話にて再登場。

トンメンタン
声 - たてかべ和也
家伝で「猪八戒」の子孫と教えられてきた男性。30歳。オシャカ学園目指して浪人中。ヤンヤン、ダサイネンと同居し、机を並べて勉強中。『逆転イッパツマン』のキョカンチンの容姿をほぼ受け継いでいるが口調はトンズラーやワルサーなどの関西弁を使っており、こちらは坊ちゃん刈りのおかっぱ頭になっている。家伝の「猪八戒のシッポ」を持っている。食べ物に関する嗅覚が鋭い。

竜子（）
声 - 坂本千夏
オシャカ学園のそばにあるオタマガ池に住む竜神の子。 スカートをはいた女の子の姿で現れるが竜の尾が生えている。ヤンヤンの吹く竜の呼笛で呼び出され、デンデンメカに変身して二束三文トリオと行動を共にする。普段は二束三文トリオに忠実であるが、負けそうになると自分だけ逃げ出してしまうことがたびたびある。かわいい女の子であるが、寝とぼけたような口調とのギャップが大きいユーモラスなキャラクター。語尾に「〜でありんす」をつけて話す。

### その他
ナレーター
声 - 富山敬
本作品では再びナレーターに起用された。次回予告のナレーションも担当。

## 登場メカ

### イタダキマンのメカ

#### 筋斗雲メカ
イタダキマンの持つ3機の大型メカ。腰につけたひょうたんから出現する。本作品ではイタダキマン自身が巨大化して戦うことがほとんどであるため、大型メカが主たる戦闘兵器として戦ったことはあまりなく、専ら移動用マシン的な扱いだった。全機に「45」のナンバリングが振ってあるが、これは孫悟空→ゴクウ→59→5×9=45の駄洒落に由来する。
カブトゼミ
通常時はカブトムシ型で飛行、変形してセミ型になる。最も多く登場している。カブトムシ形態では角からの光線。セミ形態の鳴き声は敵に異常な行動をさせるなどの効果が備わっているが、第1話以外ではこの能力が使われたことがない。

ワンガルー
通常時は犬型メカで、変形してカンガルー型になる。搭乗するときはお腹の袋に乗り込む。第11話にのみ登場。

ペリギン
通常時はペンギン型メカで、変形してペリカン型になる。イタダキマンは後ろのスクーターに乗り込む。ペリカン形態では口から水を放出する。4回のみ登場となった。

### 二束三文トリオのメカ
デンデンメカ
声 - 坂本千夏
本作品における三悪のコアメカだが、実は竜子が変身したものであり、本当の機械ではない。カタツムリをモチーフにした外観をしており、座席部分が露出している。世界中をテレポートして飛び回る。「一心同体！」のかけ声で口から妖怪をコントロール出来るアンテナを吐き出し、出現した妖怪に取り付けて操ってしまう。アンテナを付けられた妖怪には巨大化したりパワーアップするなどの効果が現れる。コックピット正面計器類の中になぜか竜子のおっぱいが混じって露出しており、ボタンと乳首が紛らわしいという困った仕様になっている。間違って押すと悩ましい声を上げる。
後のOVAやゲームなどではメカとして扱われている。

リリーフメカ
三悪トリオ自身が戦うために竜子に作らせた伸縮メカ。ダサイネンの発注書に基づいて竜子が製作し、野球のリリーフカーに乗せて現場に持ってくる。人間大ののっぺりとした人形だが、竜子が熱い息を吹きかけると膨張して巨大メカに変化（外観は自動的にその回に登場した妖怪をモチーフにしたものになる）。三悪はコックピットに、竜子は機関室に乗り込む。コックピットはデンデンメカと同じ内装になっており、なぜかおっぱいまで再現されている。第13話から登場。それまでの戦い方に視聴者からの批判が相次いだことから三悪の妖怪サポート方式は廃止され、「妖怪が倒された後にメカ出現→妖怪が残したオシャカパズルを機体に取り込んでパワーアップ→イタダキマンと戦う」というスタイルとなった。なお、番組に「自分の力で戦って」と投書した視聴者は、番組内で写真付きで紹介された。

### ワンポイント / コックピットメカ
ブタ
声 - 富山敬
本作品のブタは展開の変化に合わせて「その時！」と言いながら画面に注目させるワンポイントキャラとして登場。顔が時計になっていたり、展開の流れに合わせた格好で登場することが多い。

占いトリオ（大吉くん、小吉くん、大凶くん）
声 - 島田敏、坂本千夏、富山敬
第11話より登場。デンデンメカに搭載されたコックピットメカ。二束三文トリオの戦いの行く末を占う。3体のうち、どれか1体が出てくる。大抵は大凶くんだが、大吉くんがふざけて現れたり、大凶くんが大吉くんに変装するなどの展開が繰り広げられる。小吉くんは単独で現われなかった。

宴会メカ
コクピット内部にゴザを敷いて勝手に宴会を始めるメカ。8体一組で登場する。最終回に登場。

## スタッフ
前作までシリーズ構成を担当していた小山高男は、本作品ではゲストライターとしての参加のみに留まり、タツノコプロ出身で過去にもタイムボカンシリーズにも企画担当として度々携わった、酒井あきよしがシリーズ構成を務めている。シリーズ構成を外された理由については、フジテレビ側のプロデューサー・岡正 の意向によるところが大きく、マンネリという理由でシリーズ構成ではなく脚本のみの参加という要請を受けていたが、その脚本も1本（第7話）を書いた時点で自らの宗教的な理由 により降板している。これまでのようにシリーズ構成の役職のままだったら降板できなかっただろうと、結果的にシリーズ構成を外されたことをよしとしている。
一方で現在は削除されているものの、小山の公式サイトにおけるタイムボカンシリーズの紹介ページでは、自身と山本がそれまでのポジションを降ろされた理由について岡との軋轢が背景にあったこと、また山本と小山が本作品の打ち切りに対して喝采をあげたことを本作品について触れた部分で言及しており、このような経緯から小山自身は本作品をタイムボカンシリーズとは見做していないという立場を取っている。
- 製作 - 吉田健二
- 原作 - 九里一平、タツノコプロ企画室
- 企画 - 岡正（フジテレビ）
- 音楽 - 神保正明、山本正之
- 担当ディレクター - 植田秀仁
- シリーズ構成 - 酒井あきよし
- キャラクターデザイン - 天野嘉孝
- キャラクタースタイリング - 水村十司
- メカニックデザイン - 大河原邦男
- 美術スタイリング - 岡田和夫
- オープニングアニメーション - 田中平八郎
- メインタイトル - 杉爽
- 総監督 - 笹川ひろし
- プロデューサー - 井上明（タツノコプロ）、大野実（読売広告社）
- 演出助手 - 松沢正一
- 制作協力 - タマプロダクション（矢野浩一）
- 録音制作 - ザックプロモーション
- 録音ディレクター - 水本完、清水勝則
- 効果 - 加藤昭二（第1話）→佐々木純一（第2話以降）（アニメサウンドプロダクション）
- 録音 - 兼子芳博
- 現像 - 東京現像所
- 協力 - ビックリハウス
- 制作担当 - 中村正雄（アニメフレンド）、大野実（読売広告社）
- 制作 - フジテレビ、タツノコプロ

## 主題歌・挿入歌など
オープニングテーマ - 「いただきマンボ」
作詞 - 康珍化 / 作曲 - 古田喜昭 / 編曲 - クニ河内 / 歌 - 田中真弓
シリーズで唯一、主演声優がオープニングテーマの歌唱を担当し、なおかつ昭和期シリーズで唯一山本以外の作詞・作曲家がオープニングテーマの作詞・作曲を手がけている。歌詞には、当時の有名女性アイドル歌手の名前（2番は、有名な海外女優の名前）が、数多く織り込まれている。
エンディングテーマ - 「どびびぃーんセレナーデ」
作詞・作曲 - 山本正之 / 編曲 - クニ河内 / 歌 - きたむらけん
山本が主題歌の歌唱を担当していない点については前述の通りであるが、同曲の歌唱を手がけたきたむらけんの声が山本正之と似ていたため、山本が歌っていると思い込まれたという。CD『タイムボカン名曲大全』、および『タイムボカン名曲の夕べ』の歌詞カードに記載されている山本のコメントでも、同曲についてファンレターが来たことに驚いたと、この件について言及している。
挿入歌
「われらがイタダキマン」（第1話、第2話）
作詞・作曲 - 津田義彦 / 編曲 - クニ河内 / 歌 - 宮内良
「タイムボカンの歌」（第12話）
作詞・作曲 - 山本正之 / 編曲 - 市久 / 歌 - 山本正之、サカモト児童合唱団
「オチャカ校長のテーマ」（第18話）
作詞・作曲 - 古田喜昭 / 編曲 - クニ河内 / 歌 - 藤原誠 / セリフ - 及川ヒロオ
「イタダキマンの歌」
作詞・作曲・歌 - 山本正之 / 編曲 - 神保正明
2003年にイタダキマンのDVD-BOXが発売された際に、同時期発売の『タイムボカン』のDVD-BOX1・2の応募券と併せて送ることでプレゼントされた、書き下ろしの新曲。2009年に山本のアルバム『THE パカパッカン』に再録されている。
本放送当時、オープニング・エンディング・挿入歌2曲とBGM12曲収録のLPレコードがビクター音楽産業から発売された。タイトルは「タイムボカンシリーズ イタダキマン音楽集」、BGMは、神保正明 作曲・9曲、山本正之 作曲・3曲（曲数はレコード帯の全16曲という記載にそったもの）。BGMの未収録分は後に『逆転イッパツマン』のオリジナルサウンドトラックで、一部が補完されている。

## 各話リスト
| 話数   | 放送日        | サブタイトル                | 脚本         | コンテ         | 演出           | 作画監督 | サブキャラ | サブメカ       | 動画作監   | 美術担当 |
| ------ | ------------- | --------------------------- | ------------ | -------------- | -------------- | -------- | ---------- | -------------- | ---------- | -------- |
| 第1話  | 1983年 4月9日 | オシャカ学園危機イッパツ!!  | 酒井あきよし | 笹川ひろし     | うえだひでひと | 水村十司 | 上北希沙   | 大河原邦男     | 前田大三   | 市谷正夫 |
| 第2話  | 4月16日       | ドッキリ水着コンテスト!     | 筒井ともみ   | 笹川ひろし     | 新田義方       | 西城隆詞 | 西城隆詞   | さくまのぶかず | 前田大三   | 吉田俊一 |
| 第3話  | 4月23日       | エッ! ヤンヤンに赤ちゃんが? | 筒井ともみ   | 遠藤克己       | 香川豊         | 二宮常雄 | 上北実那   | 大河原邦男     | 金子美津江 | 市谷正夫 |
| 第4話  | 5月7日        | 笑って笑ってネアカになれ    | 山崎晴哉     | 小島正幸       | 小島正幸       | 山本哲   | 上北実那   | さくまのぶかず | 青山貴子   | 高平時郎 |
| 第5話  | 5月14日       | こんこん・らぶストーリー    | 筒井ともみ   | うえだひでひと | 津田義三       | 鈴木英二 | 上北実那   | 大河原邦男     | 金子美津江 | 市谷正夫 |
| 第6話  | 5月21日       | そんなことアリ?! 大作戦     | 酒井あきよし | 吉田ユキオ     | 新田義方       | 水村十司 | 水村十司   | さくまのぶかず | 前田大三   |          |
| 第7話  | 5月28日       | それを食ったらおしまいよ!   | 小山高男     | 香川豊         | 香川豊         | 鄭雨英   | 上北実那   | 大河原邦男     | 金子美津江 | 市谷正夫 |
| 第8話  | 6月4日        | 恋ピューター花嫁作戦        | 戸田博史     | 九十九十一     | 新田義方       | 西城隆詞 | 西城隆詞   | 上北希沙       | 前田大三   |          |
| 第9話  | 6月18日       | 見せてはダメよ! その秘密    | 山崎晴哉     | 小島正幸       | 小島正幸       | 山本哲   | 上北実那   | さくまのぶかず | 青山貴子   | 高平時郎 |
| 第10話 | 6月25日       | あげられない! これだけは    | 山崎晴哉     | 永樹凡人       | 新田義方       | 西城隆詞 | 西城隆詞   | 西城隆詞       | 前田大三   | 松沢正一 |
| 第11話 | 7月2日        | かんぱい! ぼっちゃん先生    | 酒井あきよし | 笹川ひろし     | 津田義三       | 二宮常雄 | 上北実那   | 上北希沙       | 金子美津江 | 市谷正夫 |
| 第12話 | 7月9日        | 奇跡ウルサイユのバラ物語    | 戸田博史     | 永樹凡人       | 新田義方       | 西城隆詞 | 川口弘明   | 永瀬睦子       | 前田大三   |          |
| 第13話 | 7月30日       | 学園ガジガジパニック!       | 山崎晴哉     | 小島正幸       | 小島正幸       | 山本哲   | 上北実那   | 上北希沙       | 青山貴子   | 高平時郎 |
| 第14話 | 8月13日       | 一休山のイタダキクイズ!     | 酒井あきよし | 吉田ユキオ     | 新田義方       | 西城隆詞 | 水田智美   | 川口弘明       | 前田大三   |          |
| 第15話 | 8月27日       | 浜辺のキッスにご用心!       | 戸田博史     | 遠藤克己       | 香川豊         | 鄭雨英   | 上北実那   | 上北希沙       | 金子美津江 | 市谷正夫 |
| 第16話 | 9月3日        | 竜子ちゃんも女でありんす    | 筒井ともみ   | 永樹凡人       | 新田義方       | 西城隆詞 | 永瀬睦子   | 尾関和彦       | 前田大三   |          |
| 第17話 | 9月10日       | 幻の天ドン山を越えて        | 山崎晴哉     | 小島正幸       | 小島正幸       | 山本哲   | 上北実那   | 上北希沙       | 青山貴子   | 高平時郎 |
| 第18話 | 9月17日       | きれいな町には罠がある!     | 安斉あゆ子   | 永樹凡人       | 新田義方       | 西城隆詞 | 水田智美   | 川口弘明       | 前田大三   |          |
| 第19話 | 未放送        | プッシュマンVSターサン      | 石川良       | 香川豊         | 香川豊         | 鈴木英二 | 上北実那   | 上北希沙       | 金子美津江 | 市谷正夫 |
| 第20話 | 9月24日       | イタダキマンよどこへ行く    | 筒井ともみ   | 九十九十一     | 新田義方       | 西城隆詞 | 永瀬睦子   | 川口弘明       | 前田大三   |          |

4月30日、6月11日、7月16日、7月23日、8月6日、8月20日はプロ野球中継のため休止。雨天中止が発生しなかったため、同時ネットの局では第19話が未放送となった。

## 放送局
系列は本放送終了時点のもの。放送日時は個別に出典が提示されているものを除き1983年9月中旬 - 10月上旬のものとする。
| 放送地域       | 放送局         | 放送系列                                     | 放送時間                                                              | 備考                  |
| -------------- | -------------- | -------------------------------------------- | --------------------------------------------------------------------- | --------------------- |
| 関東広域圏     | フジテレビ     | フジテレビ系列                               | 土曜 19:30 - 20:00                                                    | キー局                |
| 北海道         | 北海道文化放送 | フジテレビ系列                               | 土曜 19:30 - 20:00                                                    |                       |
| 宮城県         | 仙台放送       | フジテレビ系列                               | 土曜 19:30 - 20:00                                                    |                       |
| 秋田県         | 秋田テレビ     | フジテレビ系列 テレビ朝日系列                | 土曜 19:30 - 20:00                                                    |                       |
| 山形県         | 山形テレビ     | フジテレビ系列                               | 土曜 19:30 - 20:00                                                    |                       |
| 長野県         | 長野放送       | フジテレビ系列                               | 土曜 19:30 - 20:00                                                    |                       |
| 富山県         | 富山テレビ     | フジテレビ系列                               | 土曜 19:30 - 20:00                                                    |                       |
| 石川県         | 石川テレビ     | フジテレビ系列                               | 土曜 19:30 - 20:00                                                    |                       |
| 福井県         | 福井テレビ     | フジテレビ系列                               | 土曜 19:30 - 20:00                                                    |                       |
| 静岡県         | テレビ静岡     | フジテレビ系列                               | 土曜 19:30 - 20:00                                                    |                       |
| 中京広域圏     | 東海テレビ     | フジテレビ系列                               | 土曜 19:30 - 20:00                                                    |                       |
| 近畿広域圏     | 関西テレビ     | フジテレビ系列                               | 土曜 19:30 - 20:00                                                    |                       |
| 鳥取県・島根県 | 山陰中央テレビ | フジテレビ系列                               | 土曜 19:30 - 20:00                                                    |                       |
| 岡山県・香川県 | 岡山放送       | フジテレビ系列                               | 土曜 19:30 - 20:00                                                    |                       |
| 広島県         | テレビ新広島   | フジテレビ系列                               | 土曜 19:30 - 20:00                                                    |                       |
| 愛媛県         | テレビ愛媛     | フジテレビ系列                               | 土曜 19:30 - 20:00                                                    |                       |
| 福岡県         | テレビ西日本   | フジテレビ系列                               | 土曜 19:30 - 20:00                                                    |                       |
| 佐賀県         | サガテレビ     | フジテレビ系列                               | 土曜 19:30 - 20:00                                                    |                       |
| 長崎県         | テレビ長崎     | フジテレビ系列 日本テレビ系列                | 土曜 19:30 - 20:00                                                    |                       |
| 熊本県         | テレビ熊本     | フジテレビ系列 テレビ朝日系列                | 土曜 19:30 - 20:00                                                    |                       |
| 宮崎県         | テレビ宮崎     | フジテレビ系列 日本テレビ系列 テレビ朝日系列 | 土曜 19:30 - 20:00                                                    |                       |
| 沖縄県         | 沖縄テレビ     | フジテレビ系列                               | 土曜 19:30 - 20:00                                                    |                       |
| 青森県         | 青森テレビ     | TBS系列                                      | 月曜 17:30 - 18:00                                                    |                       |
| 福島県         | 福島テレビ     | フジテレビ系列                               | 木曜 17:30 - 18:00（第18話まで） 土曜 17:00 - 17:30（第19話、第20話） | [ 注 12 ]             |
| 新潟県         | 新潟総合テレビ | フジテレビ系列                               | 月曜 17:25 - 17:55                                                    | 現・NST新潟総合テレビ |
| 山梨県         | 山梨放送       | 日本テレビ系列                               | 月曜 17:30 - 18:00                                                    |                       |
| 山口県         | テレビ山口     | TBS系列 フジテレビ系列                       | 木曜 17:30 - 18:00                                                    |                       |
| 大分県         | 大分放送       | TBS系列                                      | 水曜 17:20 - 17:50                                                    |                       |
| 鹿児島県       | 鹿児島テレビ   | フジテレビ系列 日本テレビ系列                | 月曜 17:25 - 17:55                                                    |                       |

山形テレビ・山梨放送以外の各局は、本作品を最後にタイムボカンシリーズのネットを打ち切った。宮崎県と沖縄県は2024年現在、本作品がタイムボカンシリーズ最終放送作品となっている。

## 映像ソフト
- VHS
  - 竜の子TVアニメ・シリーズ タイムボカンシリーズ（ポリドール）

1989年5月25日発売。1巻に第19話、5巻に第12話をそれぞれ収録。
  - イタダキマン オシャカ学園危機一発編（パイオニアLDC）
  - イタダキマン イタダキマンよどこへ行く編（パイオニアLDC）

1999年3月25日発売。それぞれ、第1・2話、第19・20話を収録。
- DVD
  - イタダキマンDVD-BOX（パイオニアLDC）

2003年3月21日発売。

## その他の作品への登場
- 1993年に制作されたOVA『タイムボカン王道復古』の第1話で、は三蔵法子とサーゴ・浄が「オール3悪メカメカ猛レース」の観客として、レースの参加者として「二束三文トリオ」が登場。チーム名紹介の際、本来のチーム名である「二束三文トリオ」では呼ばれず、「ヤンヤンチーム」と呼ばれている。またメカの名前もデンデンメカではなくリュウコメカと呼ばれている。レース開始直後にトップに躍り出るものの、直後バナナの皮で滑ってリタイア。出番は最も短かった。さらにナレーションに「シリーズを象徴してますねぇ」と自虐ネタにされている。
- 2001年に発売されたプレイステーション用ゲーム『ボカンGoGoGo』ではデンデンメカが自機として登場。ストーリー冒頭にて「競争が苦手」「一番最初にゴールを迎えた」と自虐つつも不思議な力を持った花・シュヤクノザを巡るレースに参加。レース勝利後には「私達脇役としても出足りない」と愚痴をこぼし、三悪で唯一ドクロベェの誘いに乗ろうとしたが、直後にイタダキマンが現れ「いくら日の当たらない生活が長いからって、こんなアイテムに頼ってちゃお終いだぜ」と制裁された。